# アダム・アーノルド
アダム・アーノルド（英: Adam Arnold, 1981年4月5日 - ）は、アメリカ合衆国の漫画原作者である。
主な著作品にはOELマンガでウェブコミックの『アオイ・ハウス』と、そのスピンオフのスーパーナチュラル・コメディ・シリーズ『ヴァンパイア・チアリーダーズ』/『パラノーマル・ミステリー・スコード』などがある。

## 経歴
アーノルドのキャリアは長命の月刊インターネット・ウェブジン(Webzine)〔アニメフリンジュ：オンライン・アニメ・マガジン / Animefringe: Online Anime Magazine〕の1999年の創刊補助から始まり、2005年12月に同誌が休刊するまで編集に携わった。また、〔リクエスト・マガジン / Request Magazine〕〔トイフェア / ToyFare〕〔アニメ・インサイダー / Anime Insider〕などの紙媒体の雑誌にも記事や批評を寄稿していた。
2002年にアーノルドはトウキョーポップの『ラブひな』『A・Iが止まらない! 』『機動武闘伝Gガンダム』『ぴたテン』その他のマンガ・タイトルの英語翻訳版制作をフリーランスで手掛けた。2004年9月にはマンガ出版社のセヴン・シーズ・エンターテインメントにウェブマスターとして入社し、後にマンガ作品のラインナップを担当するシニア・プロダクション・マニジャー(Senior Production Manager)となり、現在までにセヴン・シーズ・エンターテインメントのリリースした200を越える刊行物の編集を受け持っている。
アーノルドは2004年の終わりにセヴン・シーズ・エンターテインメントのウェブサイトであるゴーマンガ・コム (Gomanga.com) にて原作を務めたウェブコミックの『アオイ・ハウス』をデビューさせた。翌年に同作品は、やおいに夢中な腐女子が支配するアニメ研究会に加入する羽目に陥った2人の不運に見舞われた男子大学生アレックスとサンディの試練と苦難の物語となって継続し、2005年1月24日から同年4月15日まで原作：アダム・アーノルド / 漫画：ジム・ヒメネス (Jim Jimenez) のオリジナル版全36回が掲載された。そして、『アオイ・ハウス』は『アメイジング・エージェント・ルナ』 ("Amazing Agent Luna") の作画を担当したイラストレーターのシエイ (Shiei) を起用して2005年5月23日に再開され、4年に渡る支持を受けて2009年1月31日に当シリーズは完結した。また、『アオイ・ハウス：4コマ』シリーズも〔Newtype USA〕誌に2006年1月から2007年12月まで連載されている。『アオイ・ハウス』の本編シリーズと4コマの双方は4冊の単行本と2冊オムニバス版に収録された。
現在、アーノルドは『ヴァンパイア・チアリーダーズ』と『パラノーマル・ミステリー・スコード』の2タイトルのスーパーナチュラル・コメディ・シリーズに取り組んでおり、2011年3月15日にその合本の第1巻が刊行されている。

### 評価
IGNのA.E.スパロゥ (A. E. Sparrow) は、『アオイ・ハウス』の第1巻・第2巻を2006年のトップ10マンガ・リストの第3位にランク付けした。
『ヴァンパイア・チアリーダーズ』の第2巻は発売直後に2012年1月1日号のニューヨーク・タイムズの週間マンガ・ベスト・セラーズ・リストにて第7位を、続く『ヴァンパイア・チアリーダーズ／パラノーマル・ミステリー・スコード：モンスター・マッシュ・コレクション』も2012年6月24日号の同紙同欄で第9位を記録している。

## 著作

### グラフィック・ノヴェルズ
- 『アオイ・ハウス』 1巻 Aoi House Vol.1 ISBN 978-1-933164-12-0 セヴン・シーズ・エンターテインメント 2006年
- 『アオイ・ハウス』 2巻 Aoi House Vol.2 ISBN 978-1-933164-30-4 セヴン・シーズ・エンターテインメント 2006年
- 『アオイ・ハウス：イン・ラヴ！』 1巻 Aoi House In Love! Vol.1 ISBN 978-1-933164-51-9 セヴン・シーズ・エンターテインメント 2007年
- 『アオイ・ハウス：イン・ラヴ！』 2巻 Aoi House In Love! Vol.2 ISBN 978-1-933164-96-0 セヴン・シーズ・エンターテインメント 2008年
- 『アオイ・ハウス：オムニバス・コレクションⅠ』 Aoi House Omnibus Collection I ISBN 978-1-933164-73-1 セヴン・シーズ・エンターテインメント 2008年
- 『アオイ・ハウス：オムニバス・コレクションⅡ』 Aoi House Omnibus Collection II ISBN 978-1-934876-26-8 セヴン・シーズ・エンターテインメント 2008年
- 『ヴァンパイア・チアリーダーズ』 1巻 Vampire Cheerleaders Vol.1 ISBN 978-1-934876-84-8 セヴン・シーズ・エンターテインメント 2011年
- 『ヴァンパイア・チアリーダーズ』 2巻 Vampire Cheerleaders Vol.2 ISBN 978-1-935934-06-6 セヴン・シーズ・エンターテインメント 2011年
- 『ヴァンパイア・チアリーダーズ／パラノーマル・ミステリー・スコード：モンスター・マッシュ・コレクション』 Vampire Cheerleaders/Paranormal Mystery Squad Monster Mash Collection ISBN 978-1-935934-74-5 セヴン・シーズ・エンターテインメント 2012年
- 『ヴァンパイア・チアリーダーズ・マスト・ダイ！』 Vampire Cheerleaders Must Die! ISBN 978-1-937867-19-5 セヴン・シーズ・エンターテインメント 2013年
- 『ヴァンパイア・チアリーダーズ・イン・スペース・・・＆タイム？！』 Vampire Cheerleaders in Space...and Time?! ISBN 978-1-626920-98-9 セヴン・シーズ・エンターテインメント 2015年

### 主な短編・掌編
- 『アオイ・ハウス： 4コマ』 "Aoi House 4-Koma" ニュータイプUSA 2006年1月 - 2007年12月